# Ordre du Ciel bleu et du Soleil blanc
Pour les articles homonymes, voir Ordre du Soleil (homonymie).
L'ordre du Ciel bleu et du Soleil blanc est la deuxième plus haute distinction militaire de la république de Chine. Créé en 1929, il est remis pour « contributions importantes à la sécurité nationale face à une invasion étrangère » et est seulement inférieur à l'ordre de la Gloire nationale. Son nom et son esthétique viennent des armoiries de la république de Chine et du Kuomintang.
À la différence de beaucoup d'autres médailles de la république de Chine (en), l'ordre du Ciel bleu et du Soleil blanc ne possède qu'une seule classe, sans degrés supplémentaires. Depuis 1981, il est présenté avec le grand cordon, un très grand ruban blanc bordé de rouge et de bleu. Il était auparavant décerné dans une version plus petite.

## Récipiendaires notables
- Xie Jinyuan, pour sa défense des entrepôts Sihang à Shanghai durant la Seconde Guerre mondiale.
- Hu Lien : Hu commande la 11e division et défend l'ouest du Hubei. Il subit une rapide offensive japonaise sur la capitale Chongqing, mais résiste avec succès.
- Claire Lee Chennault, pour son aide dans la défense de la Chine contre les Japonais.
- Huang Baitao, pour sa campagne au Henan en 1948
- Albert Coady Wedemeyer, pour son rôle dans la réorganisation de l'entraînement de l'armée chinoise.
- Chen Qingkun (陳慶堃), pour son rôle majeur dans l'échappée du fleuve Yangtze durant la guerre civile en 1949.